# Slag bij Chlumec
De Slag bij Chlumec vond plaats op 18 februari 1126 in Chlumec, regio Ústí nad Labem, Bohemen. Een leger onder leiding van Lotharius III, samen met Otto II van Olomouc stond tegenover de troepen van Soběslav I van Bohemen.

## Achtergrond
Sinds de 11e eeuw gold in het hertogdom Bohemen de volgorde van opvolging in Bohemen, volgens het senioraatsprincipe en had tot gevolg een continue troonstrijd tussen de rivaliserende telgen van de Přemysliden-dynastie. In principe moest de nieuwe hertog de erkenning hebben van de keizer en de steun van de Boheemse adel.
In dit specifieke geval kwam de troonstrijd na de dood van Wladislaus I van Bohemen in 1125. Otto II kreeg steun van de weduwe van Wladislaus, Richeza van Berg en na het betalen van een grote som geld, kreeg hij ook de erkenning van Lotharius III. Soběslav I kreeg steun van zijn moeder Swatawa van Polen en de Boheemse adel. Na vergeefse onderhandelingen gingen beide partijen ten oorlog.

## Slag
Na de dooi stak het leger van Lotharius III, gevolgd door de troepen van Otto II, de grens over. Soběslav wachtte de invallers op in een smalle vallei. Een voorhoede van ongeveer 200 zwaar gepantserde ridders viel eerst de troepen van Otto II aan en nadien het leger van Lotharius III. Gevolg, het leger van Lotharius III kon zich niet terugtrekken en zat in de val. De strijd eindigde in een verpletterende nederlaag voor de keizerlijke troepen. Otto sneuvelde en Lotharius werd gevangengenomen, samen met onder andere, markgraaf Albrecht de Beer en landgraaf Lodewijk I van Thüringen.

## Resultaat
Soběslav liet Lotharius en zijn entourage vrij op voorwaarde dat hij officieel werd erkend als hertog van Bohemen.